# 孔臧
孔臧（?—?），西汉鲁国（今山东曲阜）人。西汉文学家。
孔子家族後裔，孔子第十一世孙。蓼侯孔藂之子。
漢文帝九年，为御史大夫。元朔二年（前127年）任太常，曾致書孔安國稱“深忿俗儒淫詞冒義，有意欲撥亂反正，由來久矣”。